# اوفو-اولوسگا
اوفو-اولوسگا (انگلیسی: Ofu-Olosega) دو جزیره ساموآی آمریکا در مجموع به طول 6 کیلومتر که منشاء آتشفشانی دارند

## نگارخانه

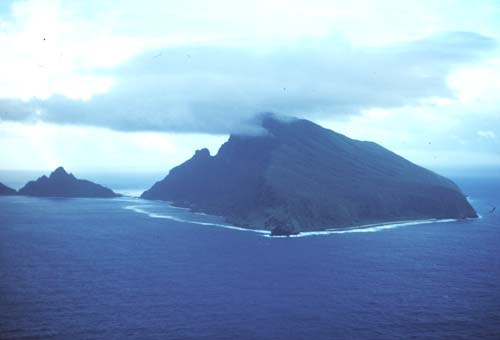
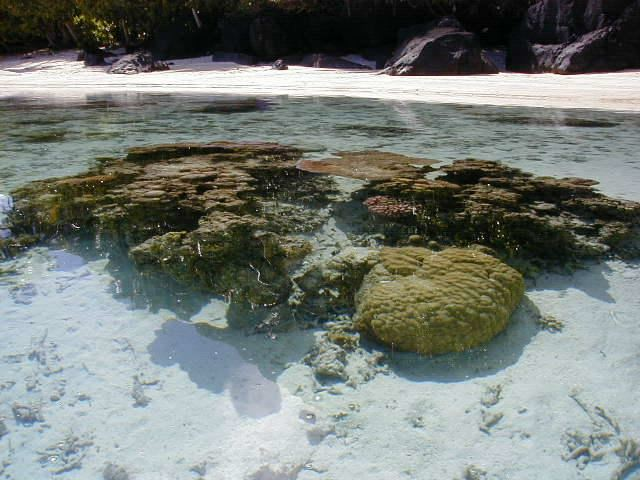
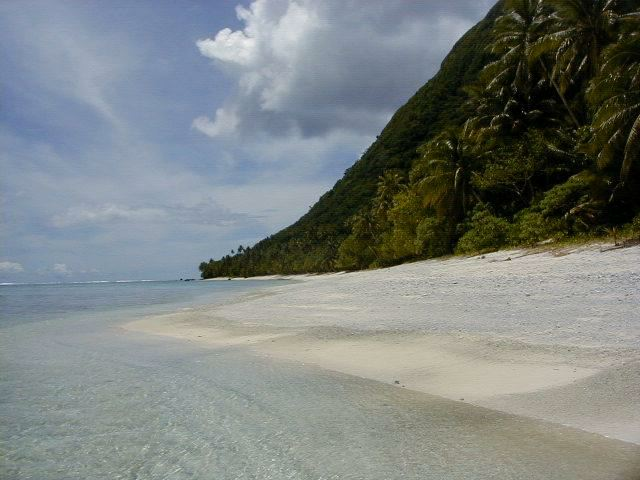
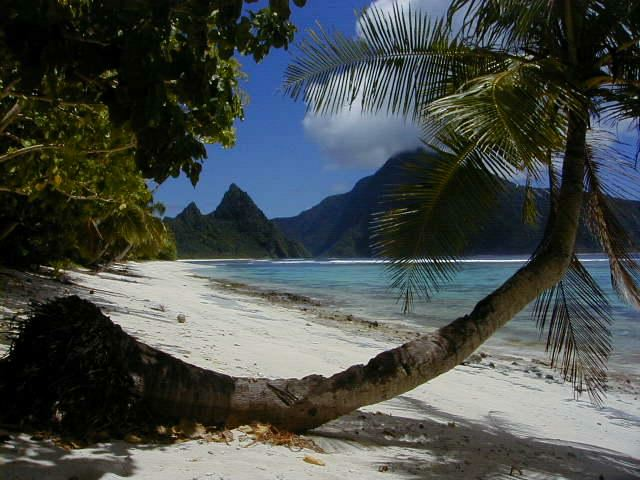